# Herzogtum Bromberg und Wissegrod

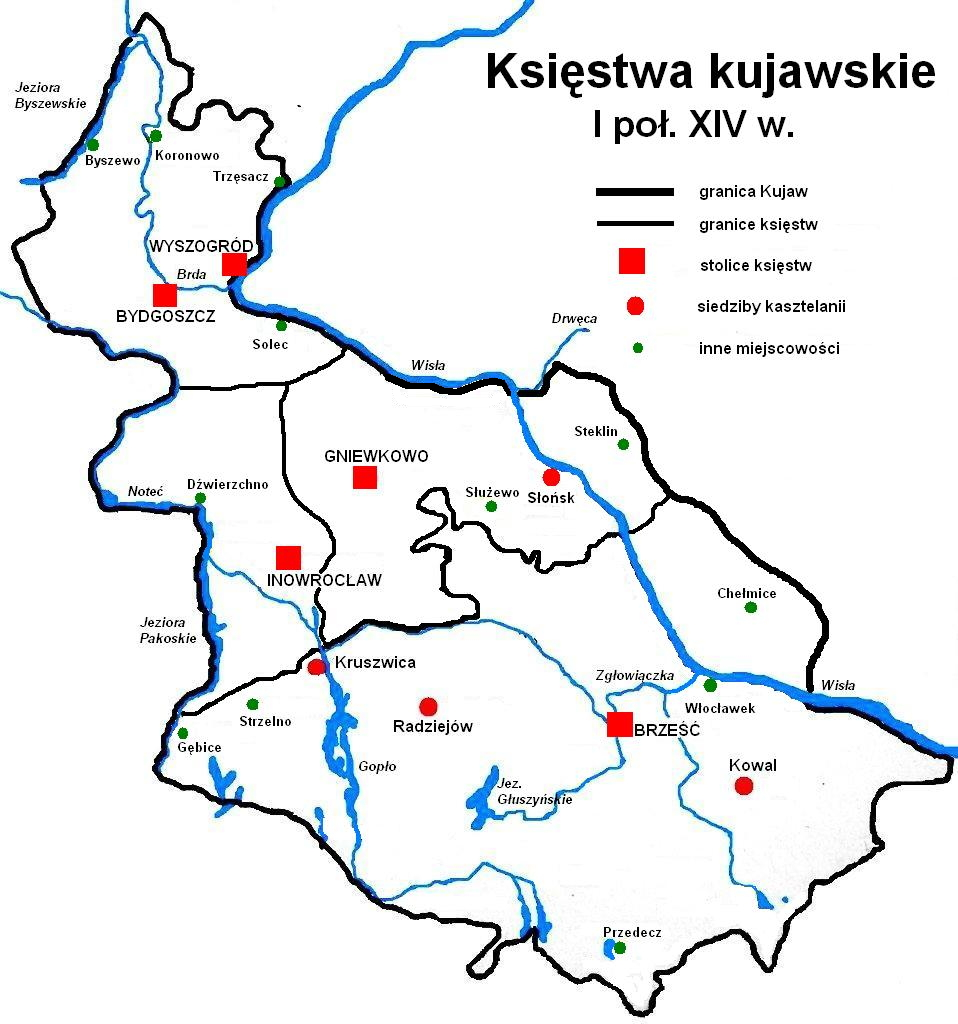
Aufteilung des [Herzogtum Kujawien] im 14. Jahrhundert, Herzogtum Bromberg und Wissegrod im Norden

Das Herzogtum Bromberg und Wissegrod (polnisch Księstwo bydgosko-wyszogrodzkie, lateinisch Ducatus Bidgostiensis et Wyszogrodiensis) war ein Teilfürstentum Polens von 1314/1315 bis 1323 mit der Hauptfesten in Bydgoszcz und Wyszogród. 

## Geschichte
1314/1315 wurde das Herzogtum Inowrocław zwischen den Brüdern Leszek von Kujawien und Przemysł von Kujawien geteilt. Den nördlichen Teil mit den Kastelleien Bydgoszcz, Wyszogród, Solec Kujawski und Byszewo. erhielt Przemysł von Kujawien. Er ging 1315 ein Bündnis mit Władysław I. Ellenlang gegen die Mark Brandenburg ein. Mit seinem Bruder Leszek von Kujawien und schloss er 1318 einen Erbvertrag, gemäß dem der überlebende Bruder den verstorbenen beerbten sollte. 1323 trat Leszek von Kujawien als Herzog von Inowrocław zurück und Przemysł von Kujawien vereinigte wieder beide Herzogtümer zum Herzogtum Inowrocław. 1327 tauschte er mit Władysław I. Ellenlang sein Herzogtum gegen das Herzogtum Sieradz, da Władysław I. Ellenlang seine Position in Kujawien vor dem bevorstehenden Krieg des Deutschen Ordens gegen Polen (1327–1332) stärken wollte.

## Herzöge
- Przemysł von Kujawien 1314/1315–1323